# Dagligvaruhandel

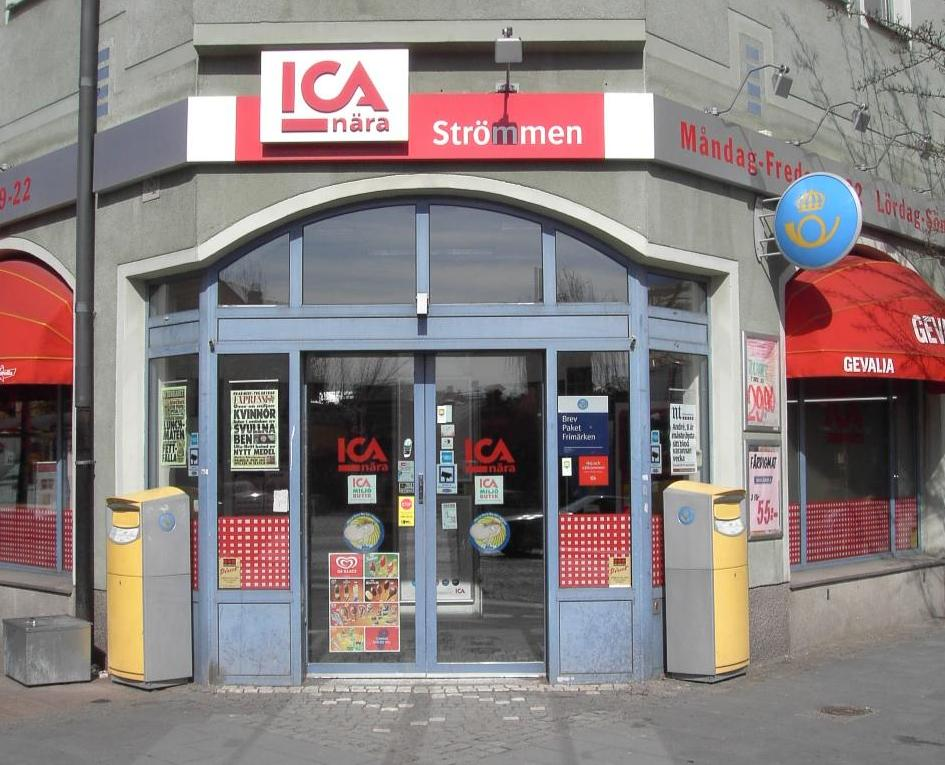
Ica Strömmen i Norrköping.

Dagligvaruhandel är de butiker som främst säljer dagligvaror, vilket bland annat omfattar livsmedel, hygienartiklar, hushållspapper och blommor.

## Dagligvaruhandel i Sverige
De största svenska dagligvarukedjorna är Ica, Coop, Willys, Hemköp, City Gross och Lidl. Willys och Hemköp ägs av Axfood och i juni 2024 förvärvades även City Gross av Axfood, som tidigare hade haft minoritetsandel i kedjan. Förvärvet utreddes av Konkurrensverket och godkändes slutligen i oktober 2024.

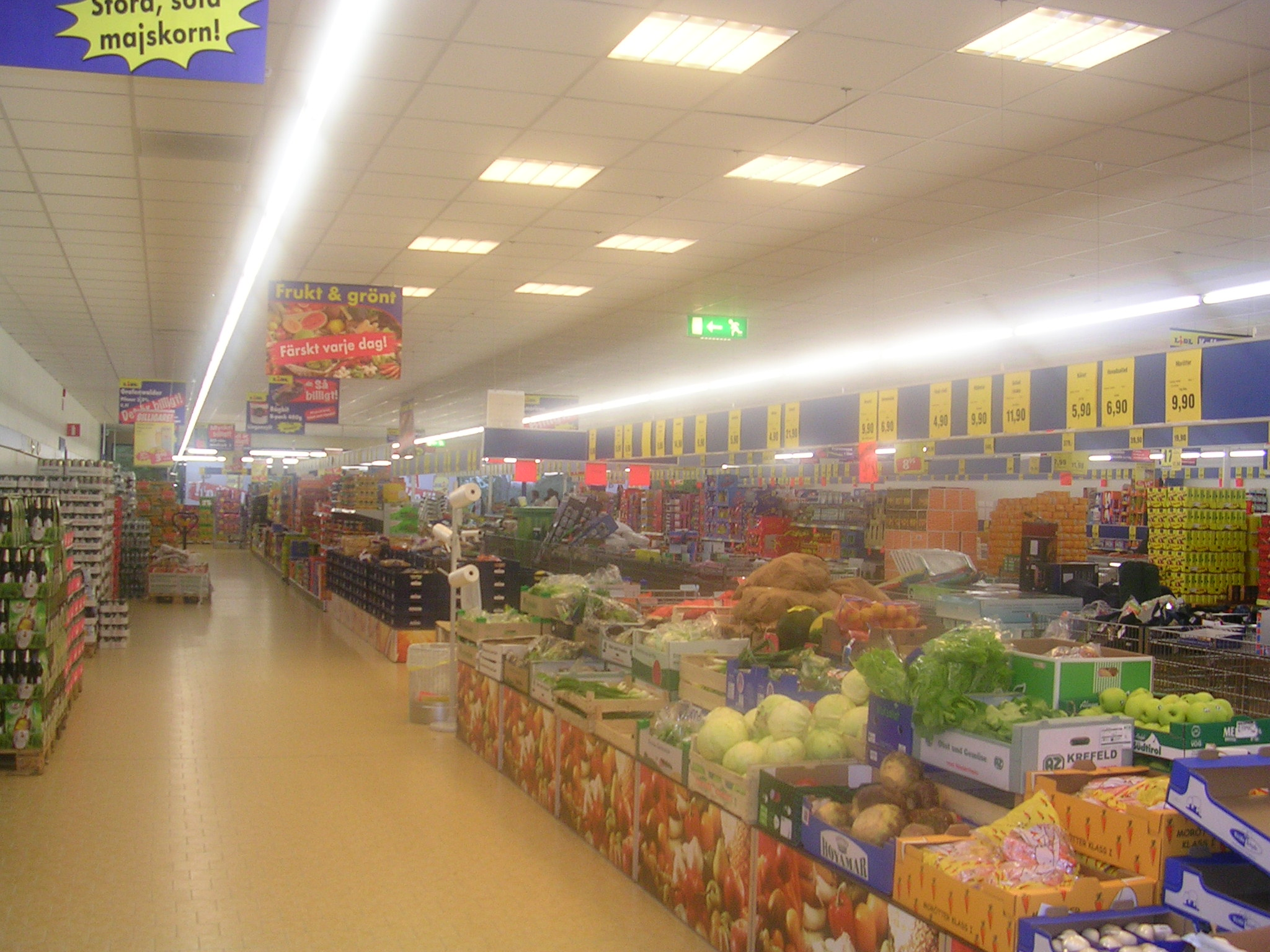
Interiör, Lidl i Lomma.

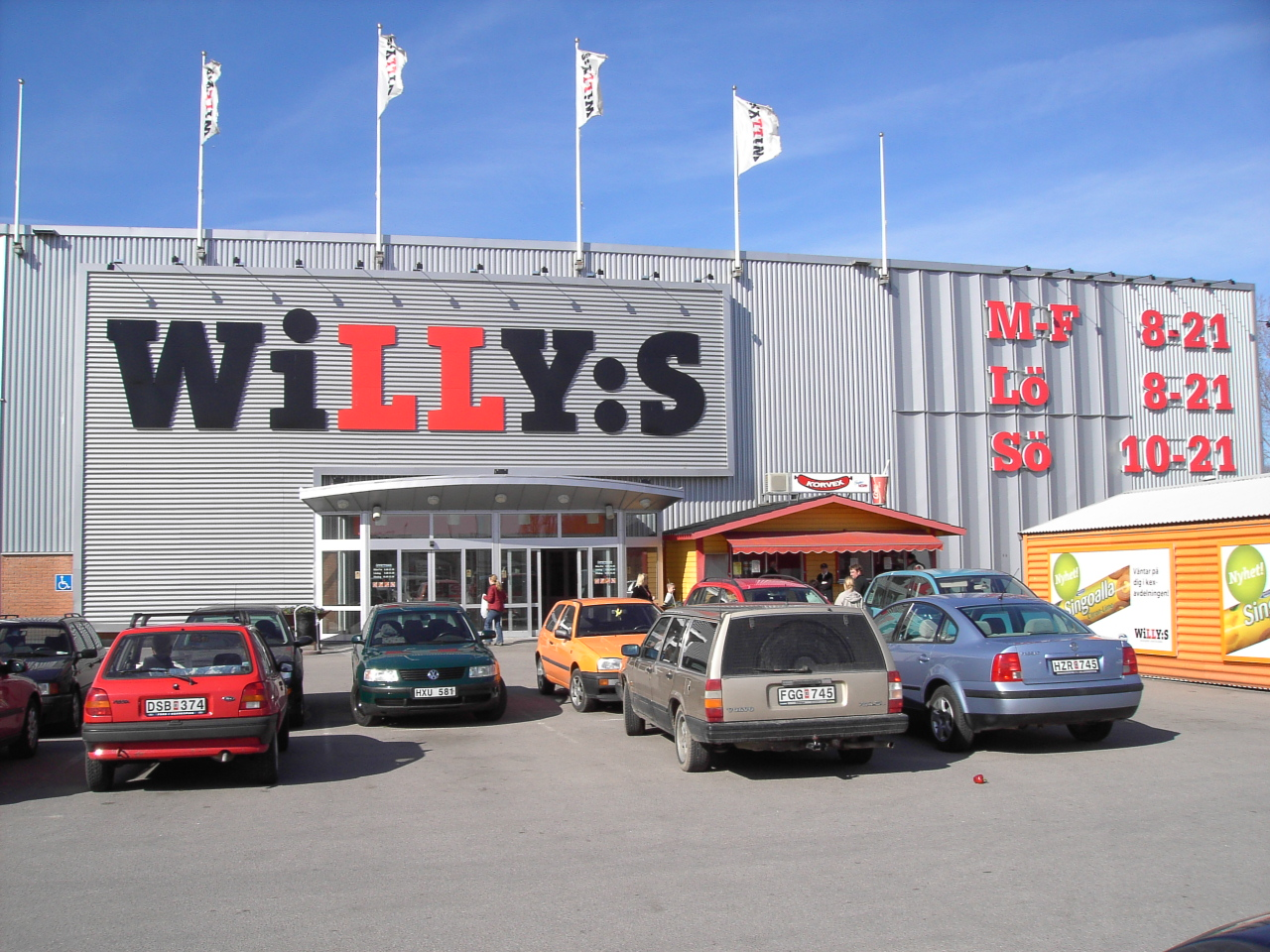
En Willys-butik.

### Marknadsandelar
Enligt Dagligvarukartan 2024 var marknadsandelarna för 2023:
- Ica: 49,9%
- Axfood (Willys, Hemköp, m.fl.): 21,9%
- Coop: 17,0%
- Lidl: 6,4%
- City Gross: 3,2%
- Matrebellerna: 0,9%
- Mathem: 0,7%